# Uvarovium femorale
Uvarovium femorale is een rechtvleugelig insect uit de familie veldsprinkhanen (Acrididae). De wetenschappelijke naam van deze soort is voor het eerst geldig gepubliceerd in 1945 door Mishchenko.